# Henrique Loyola
José Henrique Carneiro de Loyola (Joinville, 12 de outubro de 1932) é um economista, empresário e político brasileiro.
Filho de Lauro Carneiro de Loyola e de Regina Douat de Loyola.
Primeiro suplente do senador Casildo Maldaner, eleito em outubro de 1994 pelo Partido do Movimento Democrático Brasileiro (PMDB), assumiu o mandato em 29 de agosto de 1996, em virtude do afastamento do titular para participar da campanha política para as eleições municipais. Em outubro deste ano concorreu à vaga de vice-prefeito de Joinville na legenda do PMDB encabeçada pelo ex-deputado Luís Henrique da Silveira, tendo sido esta chapa vitoriosa. Deixou o Senado em 28 dezembro de 1996.